# カバニェロス国立公園
カバニェロス国立公園（スペイン語: Parque Nacional de Cabañeros）は、スペインの国立公園。カスティーリャ＝ラ・マンチャ州のシウダ・レアル県北西部とトレド県南西部にまたがっており、トレド山地を含んでいる。IUCNカテゴリーはII。

## 歴史
1995年に国立公園が設置され、その際の面積は390 km2だった。エステーナ川とブリャケ川の間、チョリート山地とミラフローレス山地に位置する。

## 地理
イベリア半島に残る地中海性森林の最高かつ最大の存続領域であり、多くの植物種が生育している。古生代に形成されたCámbrico y Ordovícico del Parque Nacional de Cabañerosなど、地質学的に特徴ある場所もある。
スペインの対蹠地はニュージーランド付近であり、偶然にも本公園の正確な対蹠地にはトンガリロ国立公園がある。

## 動物相
脊椎動物276種が生息している種の多様性、その絶滅危惧種の比率の高さの両方の点で、カバニェロス国立公園の動物相は注目される。哺乳類にはエステーナ川のカワウソや、森林地域のイノシシ、アカシカ、ノロジカ、ダマジカの有蹄類4種を含む。
本公園は絶滅の危機に瀕しているイベリアオオヤマネコの潜在的な生息地であるが、このヤマネコは近年ではわずか数度散発的に目撃されたのみである、主餌であるウサギの個体数が減少していることが理由である可能性がある。
LIFEプロジェクトの一部としてトレド山地がヤマネコの再導入場所として使用されている。本公園は欧州連合によって鳥類特別保護地域(SPA)に指定されており、ナベコウ （低懸念/低危険種）、クロハゲワシ （準絶滅危惧/近危急種）、イベリアカタシロワシ（危急/絶滅危惧II類）の生息地となっている。本公園は世界で2番目に大きなクロハゲワシの繁殖数を持つ。

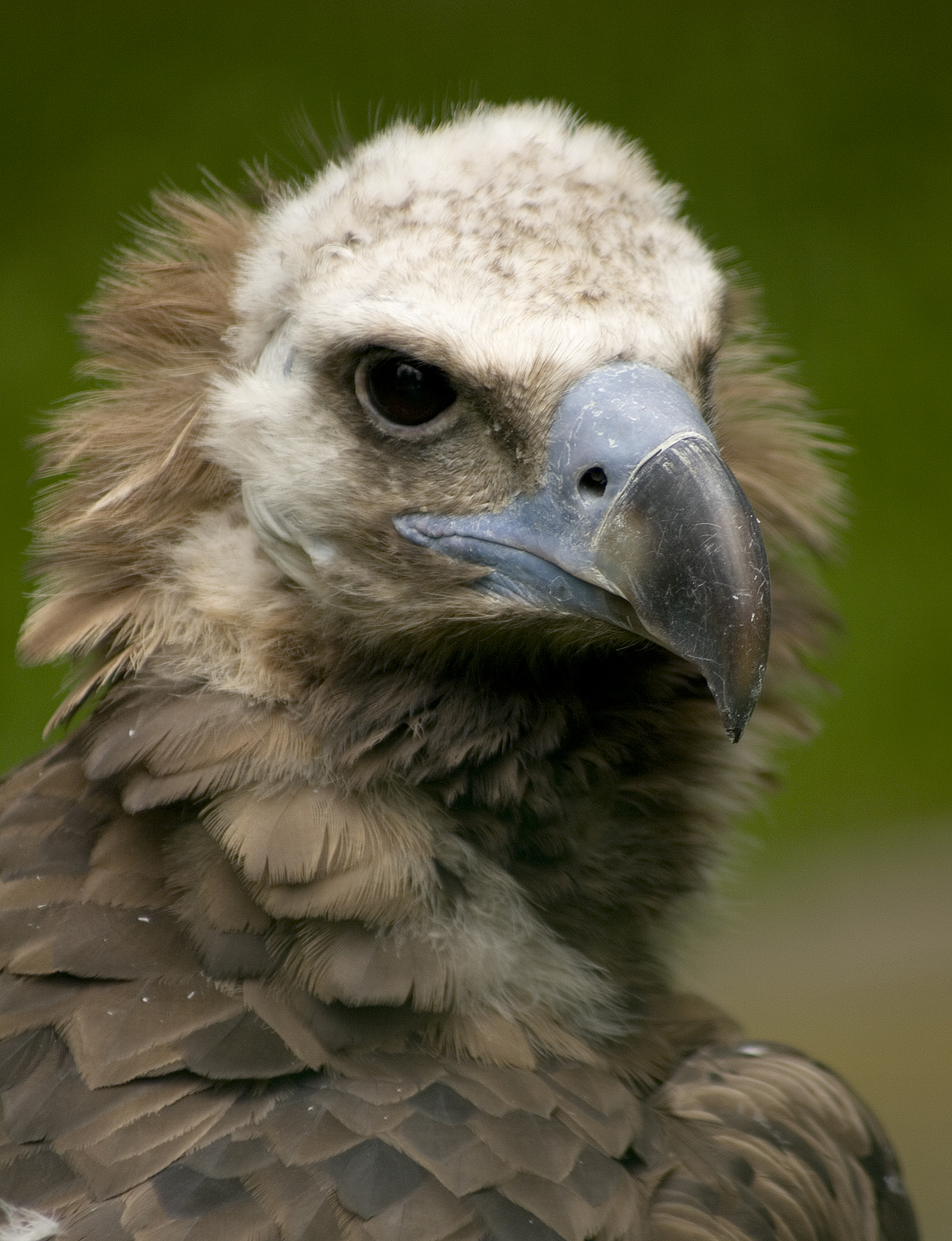
クロハゲワシ
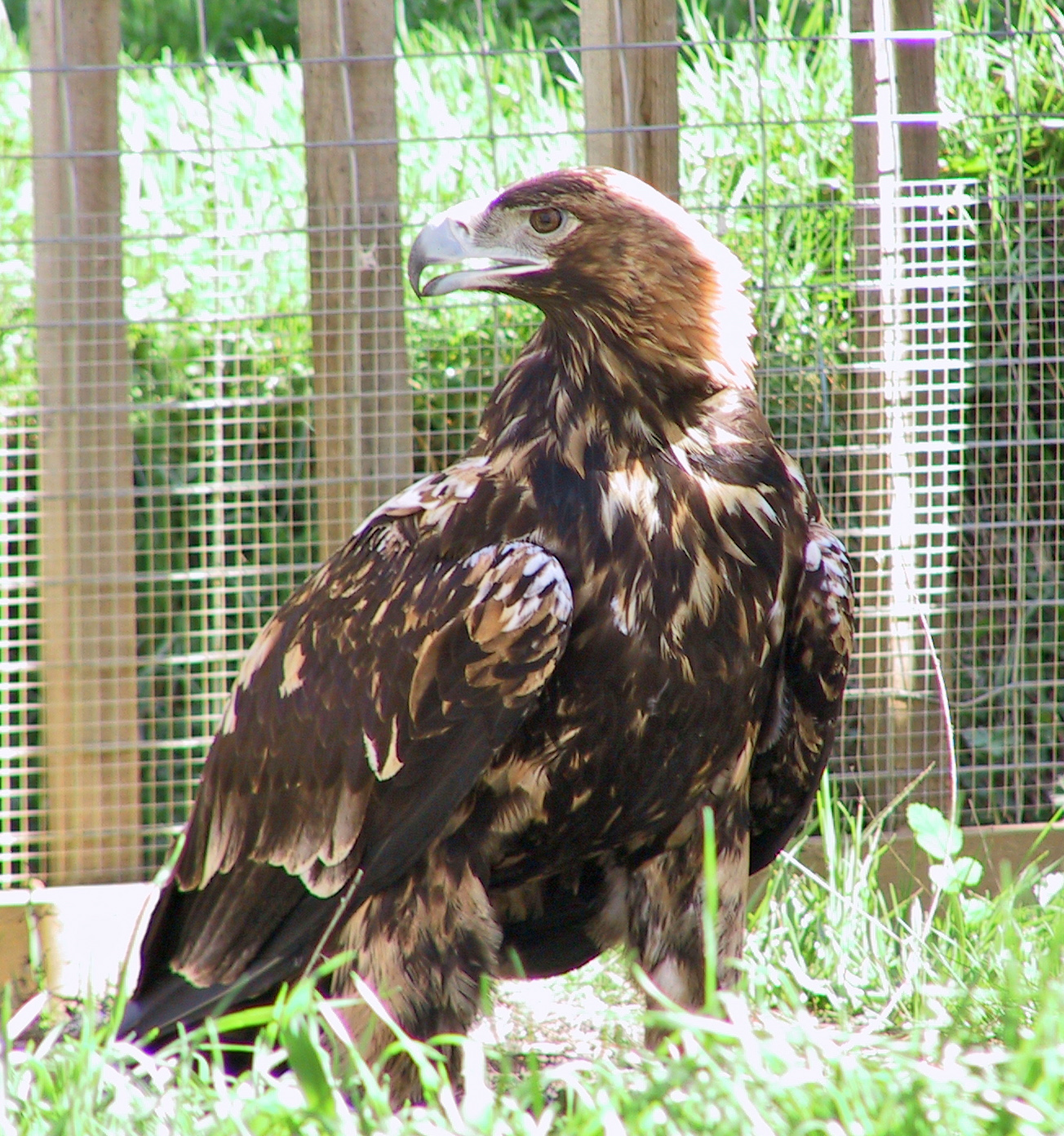
イベリアカタシロワシ
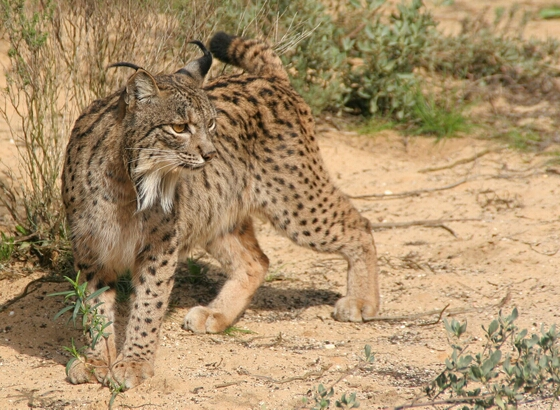
イベリアオオヤマネコ

## 保全
他の国立公園同様に、カバニェロス国立公園では狩猟が禁止されている。しかし、何人かの猟師には「個体数抑制」を目的とした非スポーツ的な狩猟が許可されている。